# Neobisium parasimile
Espèce
Neobisium parasimile est une espèce de pseudoscorpions de la famille des Neobisiidae.

## Distribution
Cette espèce est endémique de Bourgogne-Franche-Comté en France. Elle se rencontre en Côte-d'Or à Antheuil dans la grotte d'Antheuil.

## Publication originale
- Heurtault, 1986 : Pseudoscorpions cavernicoles de France: revue synoptique. Mémoires de Biospéologie, vol. 12, p. 19-32.